# Commiphora schimperi
Commiphora schimperi (Engels: Glossy-leaved corkwood) is een soort uit de familie Burseraceae. Het is een stekelige struik of kleine boom die een groeihoogte bereikt tussen de 2 en 6 meter. 
De soort staat op de Rode Lijst van de IUCN geklasseerd als 'niet bedreigd'.
De soort komt voor op het Arabisch schiereiland en in oostelijk Afrika, van Eritrea tot in Zuid-Afrika. Hij groeit daar in Brachystegia-bossen of gemengde bossen op rotsachtige hellingen.
Uit de stam wordt een gomhars verkregen die lijkt op mirre, die in het wild geoogst wordt.
... 
C. africana · 
C. caudata · 
C. gileadensis · 
C.  guidottii · 
C. kataf · 
C. myrrha · 
C. simplicifolia · 
C. wightii · 
C. wildii
...